# Ammothella menziesi
Ammothella menziesi är en havsspindelart som beskrevs av Hedgpeth, J.W. 1951. Ammothella menziesi ingår i släktet Ammothella och familjen Ammotheidae. Inga underarter finns listade i Catalogue of Life.